# Fort Point

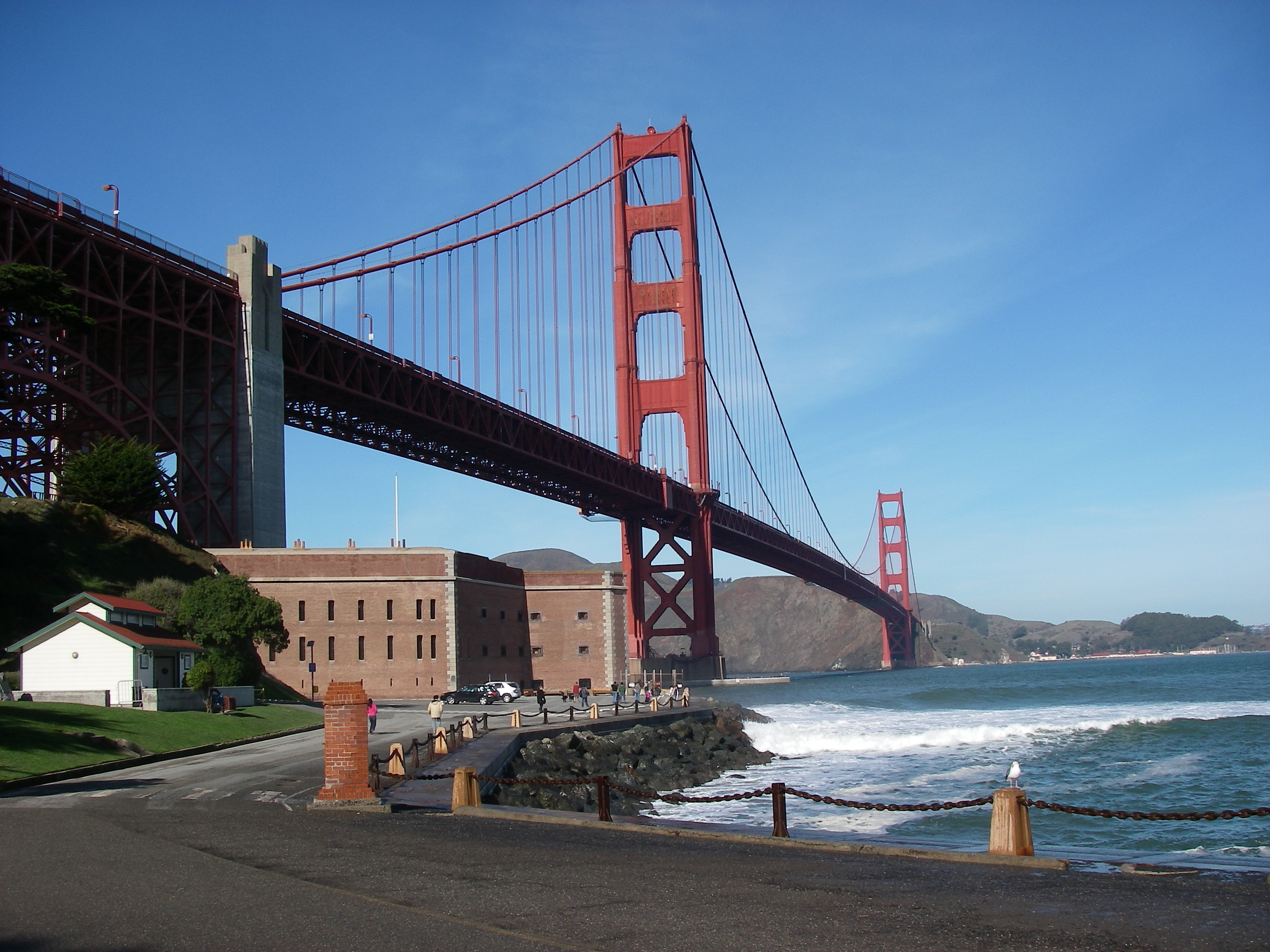
Fort Point onder de Golden Gate Bridge.

Fort Point is een voormalig fort in de Amerikaanse stad San Francisco (Californië). Het fort - nu een monument en bezienswaardigheid - ligt ten zuiden van de Golden Gate, aan de ingang van de Baai van San Francisco.

## Geschiedenis

### Mexicaans fort
In 1794 bouwden de Spanjaarden een klein adobe fort op de plaats waar Fort Point nu staat. Ze bouwden ten zuiden van de ingang tot de baai om eventuele Britse en Russische agressie tegen te gaan. Ze gaven het fort de naam Castillo de San Joaquin en de bewapening bestond uit een beperkt aantal bronzen en ijzeren kanonnen. De regen deed de muren afkalven en gebrek aan geld voor onderhoud deed het fort in een ruïne veranderen. Kort na de onafhankelijkheid van Mexico werd het fort in 1821 opgegeven.

### Bouw van Fort Point

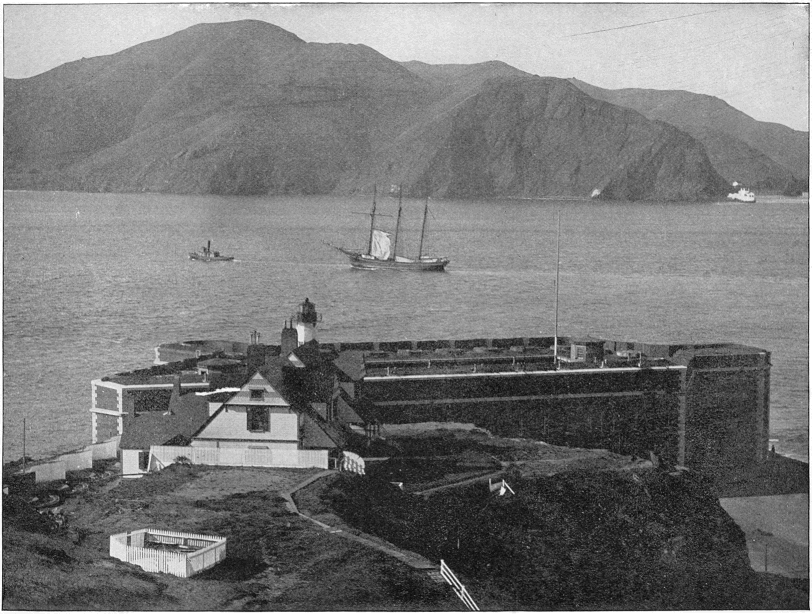
Fort Point en de Golden Gate circa 1891.

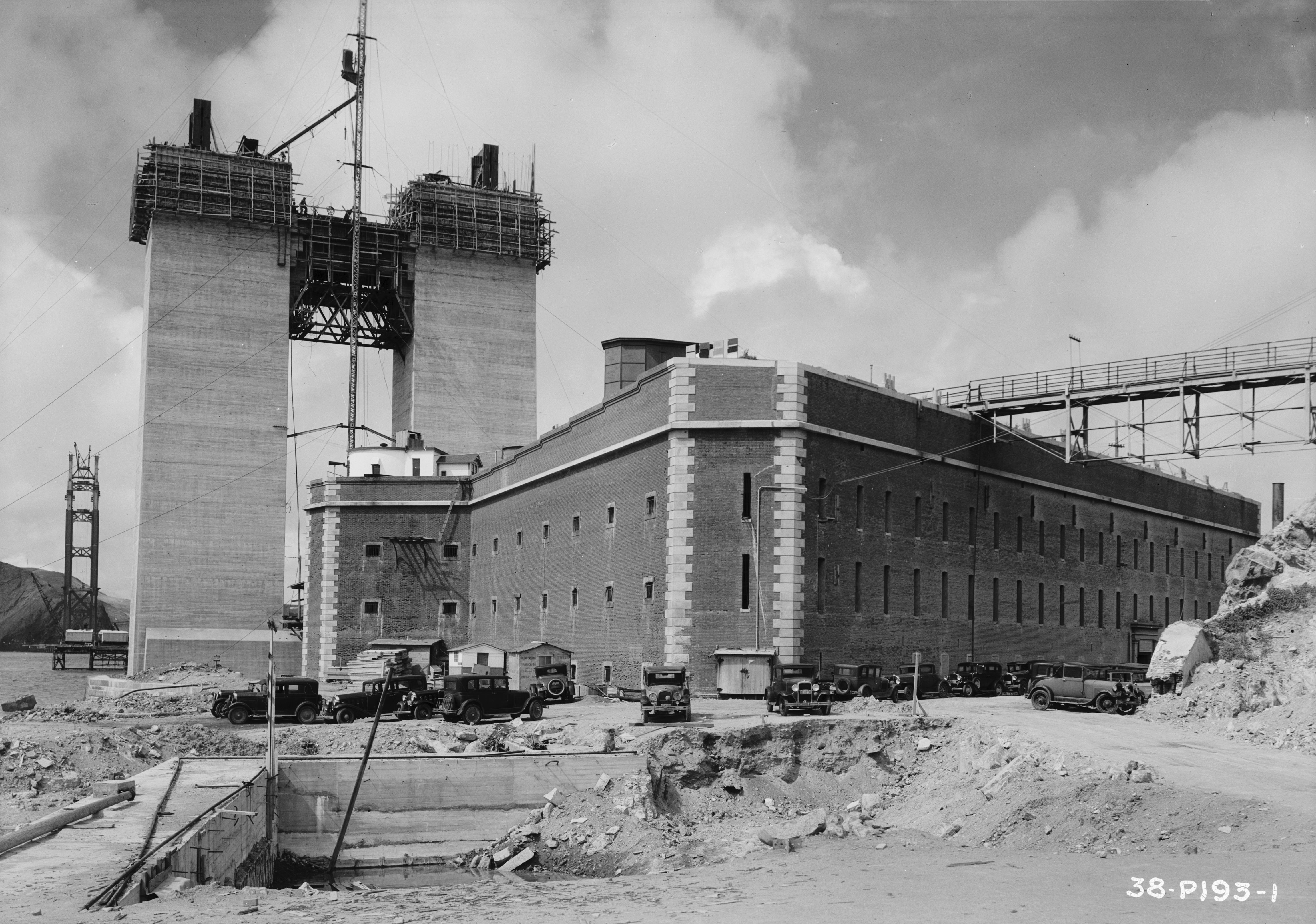
Fort Point in 1934, ten tijde van de bouw van de Golden Gate Bridge.

In 1846 werd het fort veroverd door een groep aanhangers van de Bear Flag Revolt. Op 1 juli voeren ze met kleine bootjes vanuit Sausalito naar het fort. Ze veroverden het fort en maakten de kanonnen onschadelijk. Dit was geen grote prestatie daar het fort al jaren niet bemand was. Californië ging korte tijd later deel uitmaken van de Verenigde Staten en het fort werd bekend als Fort Point.
In 1848 werd er goud gevonden en veel goudzoekers trokken via San Francisco naar de binnenlanden om hun geluk te beproeven. In 1849 bezochten al 770 schepen de baai en het werd een belangrijk handelscentrum. In maart 1849 werden zes oude kanonnen geplaatst in de ruïnes van Castillo de San Joaquin als eerste en tijdelijke maatregel om de haven te beschermen. In 1850 publiceerde het leger en de marine gezamenlijk een rapport met voorstellen om de toegang beter te beschermen. De bouw van twee forten werd voorgesteld, bij Fort Point en Lime Point ten noorden van de Golden Gate. De bouw van Fort Point kreeg prioriteit en zou bewapend worden met meer dan 100 kanonnen van het zwaarste kaliber. Het fort moest verder plaats bieden aan de bemanning, en genoeg munitie, water en voedsel om het zes maanden vol te kunnen houden.
In september 1853 werd met de bouw gestart. Het oude Spaanse fort werd gesloopt en een deel van de rots verdween in het water om een groot vlak terrein te creëren. Er was een groot gebrek aan alles, waaronder bouwmateriaal en men besloot graniet uit China te importeren voor het fundering. Dit was goedkoper dan het aanvoeren van bouwmateriaal uit het oosten van de Verenigde Staten. De rest van het fort werd gemaakt van bakstenen. De bewapening werd aan drie zijden van het fort opgesteld. De zuidkant, dat als enige niet uitkeek op het water, werd de plaats voor de manschappenverblijven, de gevangenis, de opslag van de munitie en ander materiaal en de keuken. In 1859 was de bouw zover gevorderd dat met het plaatsen van de 126 kanonnen kon worden gestart.

### Amerikaanse burgeroorlog
Fort Point werd voltooid aan het begin van de Amerikaanse Burgeroorlog, maar de kanonnen waren nog niet gearriveerd. In het fort werden troepen gelegerd. Er is echter nooit gevochten al werd wel gevreesd voor een aanval van sympathisanten van de zuidelijke staten. Gedurende het jaar kwamen de eerste stukken aan, deze werden opgesteld aan de landzijde. In oktober 1861 stonden 55 stukken opgesteld. Tijdens de oorlog was het fort bemand en bewapend, maar de vijand is nooit gekomen. De militairen werden voor de presidentsverkiezingen van 1864 in de stad gelegerd om de rust te bewaren. Kort na de oorlog, in 1868, werd het fort opgegeven als volwaardig verdedigingswerk. Tijdens de burgeroorlog was de kwetsbaarheid van de bakstenen forten aangetoond mede door de vernietiging van Fort Sumter en was een andere soort verdediging gewenst. De troepen vertrokken en het fort werd aan haar lot overgelaten.

### Bouw van de Golden Gate Bridge
Kort na het einde van de Eerste Wereldoorlog werd plannen gemaakt voor de bouw van een brug over de Golden Gate. Met de daadwerkelijk bouw van de hangbrug werd in 1933 een aanvang gemaakt. Fort Point moest plaats maken voor de brug, maar de hoofdingenieur Joseph Strauss veranderde de plannen nadat hij het fort had bezocht. Het mocht dan geen militaire functie meer hebben, maar hij wilde het fort behouden en een nationaal monument van maken. Strauss ontwierp een extra boog over het fort heen. Tijdens de bouw kwamen er kantoren in het fort en een cafetaria voor de vele mensen die aan de brug werkten. Niet alles kon worden behouden en enkele militaire werken buiten het fort zijn gesloopt. De brug werd in 1937 opgeleverd.

### Tweede Wereldoorlog
Met het uitbreken van de Tweede Wereldoorlog namen de activiteiten in de baai sterk toe. San Francisco speelde een belangrijke rol bij de bevoorrading van de militairen in de Grote Oceaan. Fort Point werd opgenomen in de defensieplannen van de haven. In de Golden Gate werd stalen netten gespannen om onderzeeboten van de Japanse Keizerlijke Marine de toegang tot de baai te ontzeggen. Voor het net werden ook mijnenvelden gelegd. Op de bovenste etage van het fort werden vier 3-inch kanonnen geplaatst en een groot zoeklicht. Circa 100 kanonniers werden in het fort gelegerd en diverse ruimten werden aangepast om het verblijf te veraangenamen. Tegen jaareinde 1944 was de dreiging zodanig verminderd dat de militairen werden overgeplaatst.

### Monument
Het fort werd wel onderhouden en bewaard en in 1970 werd het beschermd als de Fort Point National Historic Site. Het wordt beheerd door de National Park Service als een van de eenheden in de Golden Gate National Recreation Area.

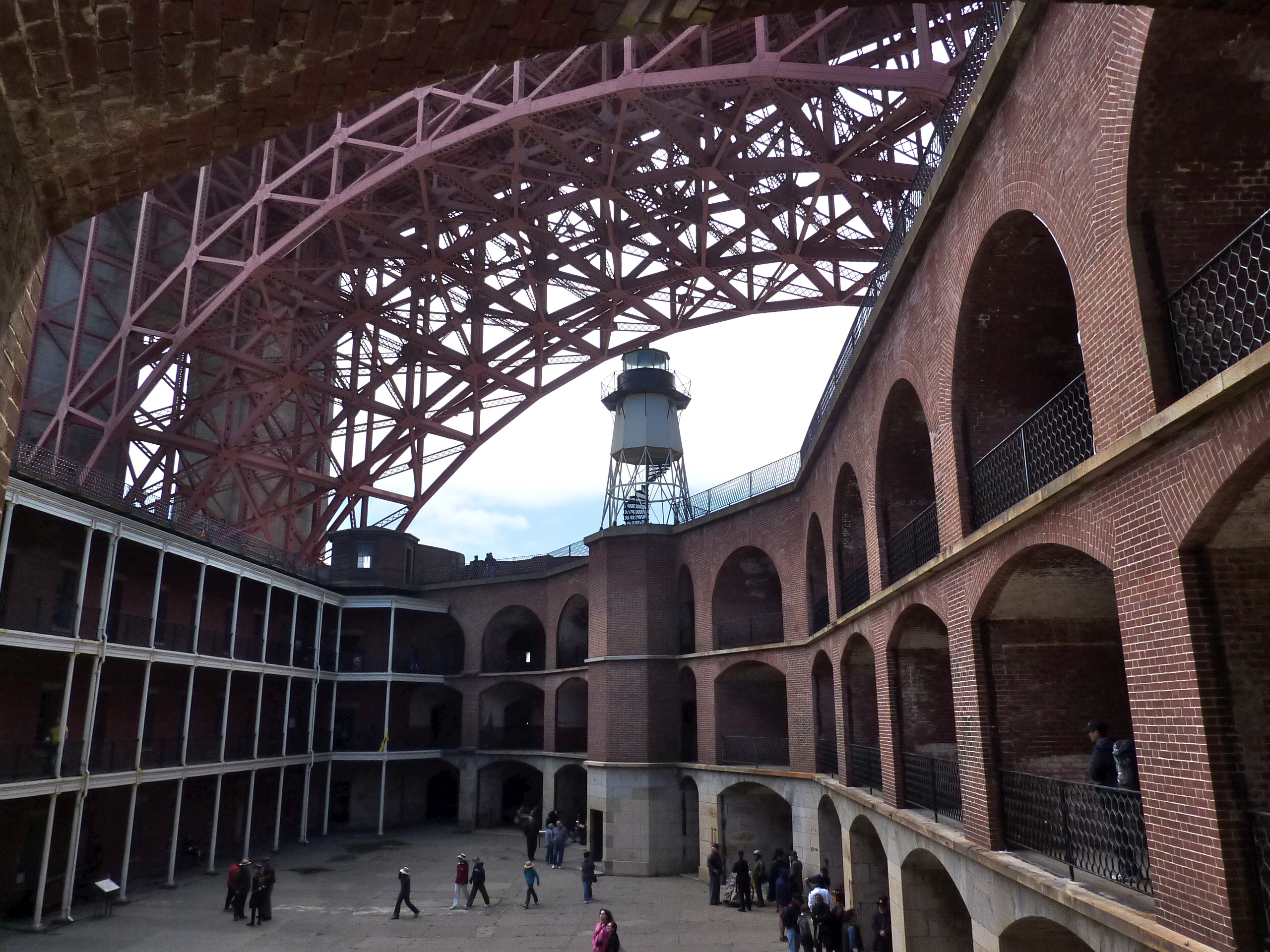
Binnenplaats
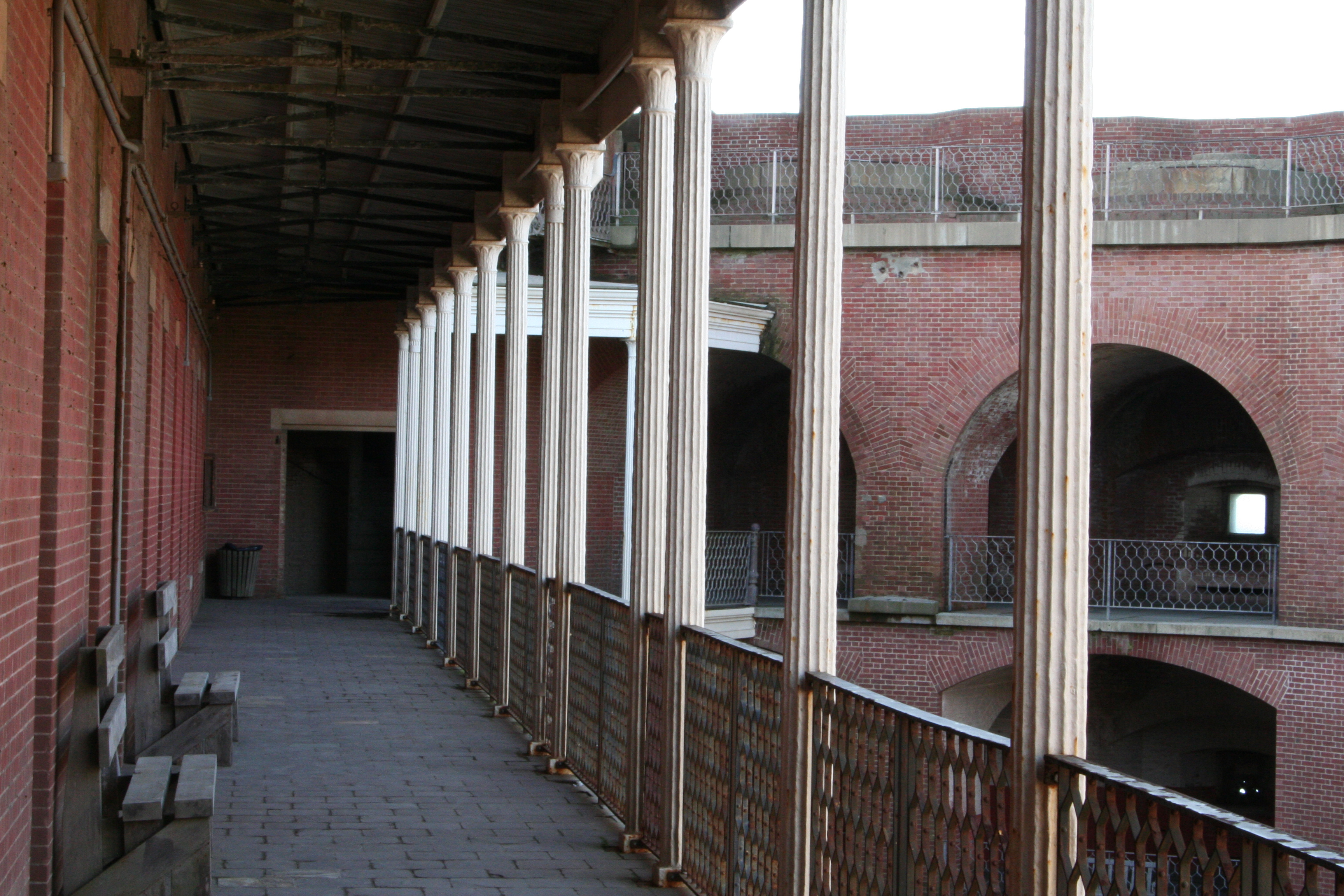
Zicht op derde etage
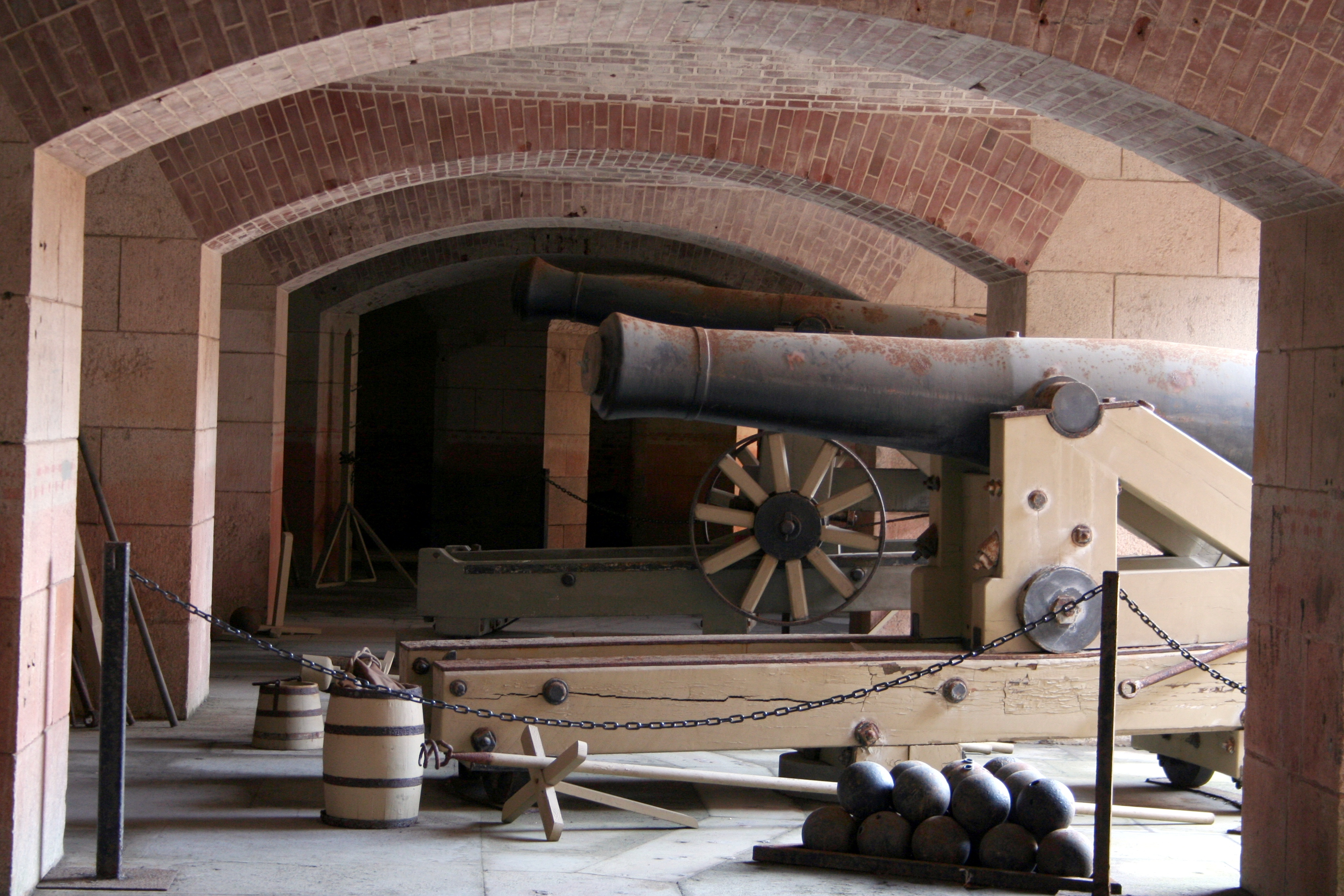
Tentoongestelde kanonnen in het fort
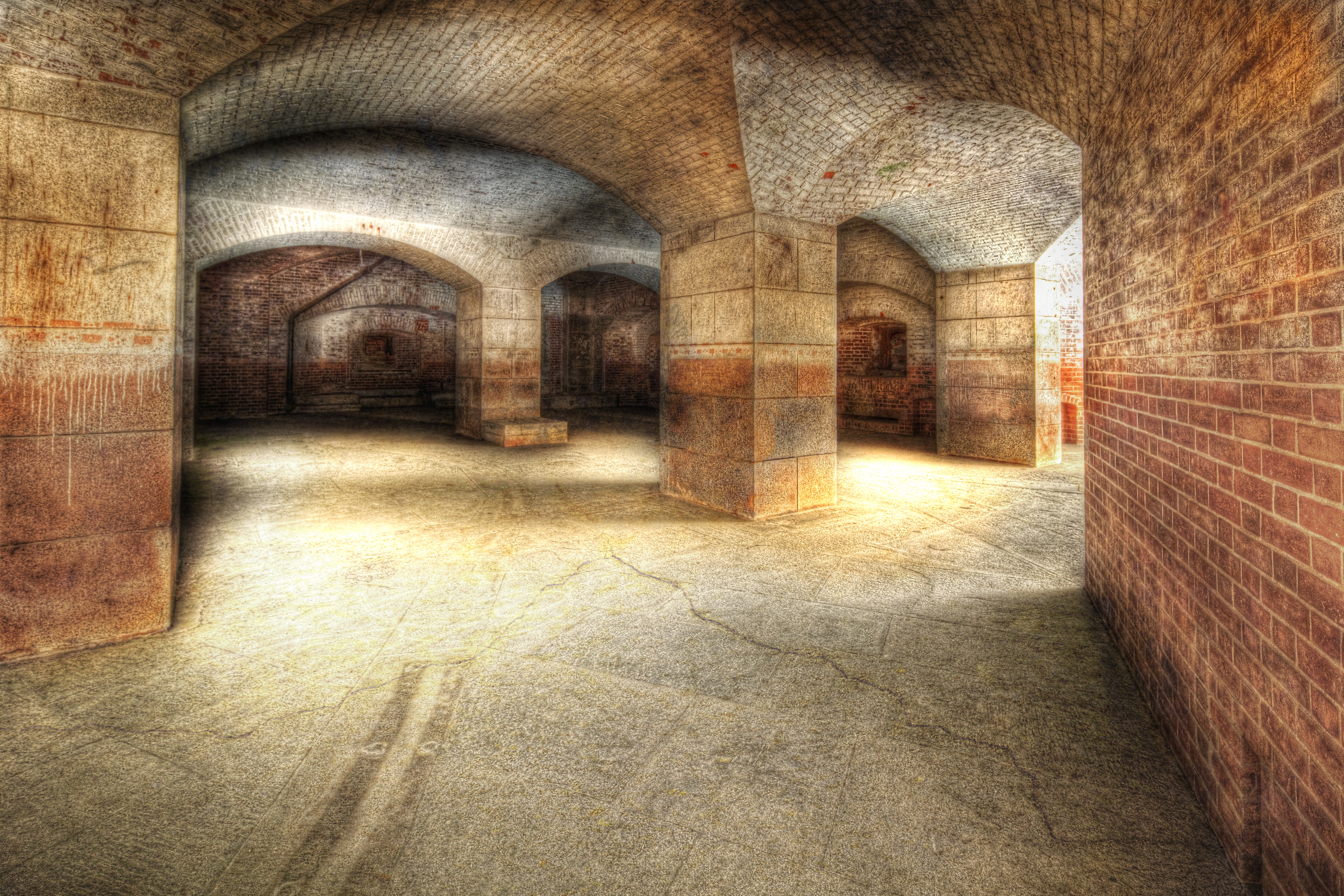
Lege kelders

## Vuurtoren
In 1852 werd op deze plaats met de bouw van de eerste vuurtoren gestart en een jaar later was het gereed. De lenzen waren besteld in Frankrijk, maar nog niet aangekomen. Drie maanden na de komst van de lenzen en lamp besloot men het fort te bouwen en de vuurtoren werd gesloopt. Met de bouw van het fort werd ook een tweede vuurtoren gebouwd. Deze kwam te staan op een smalle strook land tussen het fort en de waterkant. In maart 1855 werd het licht van de vuurtoren ontstoken, maar door de stroming kalfde het land af en de toren, en het fort, dreigde in de zee te vallen. De vuurtoren werd verwijderd om ruimte te maken voor een sterkere kade waarmee het fort ook niet meer werd bedreigd. Het licht van de derde vuurtoren werd geplaatst op een stalen constructie op de bovenste etage van Fort Point. Drie huizen werden gebouwd voor de vuurtorenwachters op de rots net achter het fort. In 1902 werd de lens van de vijfde orde vervangen door een sterke vierde orde lens. Er was ook een bel om de scheepvaart te helpen bij mist. De bouw van de Golden Gate brug maakte het licht minder goed zichtbaar. Het licht verhuisde naar een van de pijlers van de brug en op 1 september 1934 werd de vuurtoren op het fort buiten gebruik gesteld.

## Naslagwerk
- (en)  National Park Service (NPS) Fort Point, september 2006